# أعمدة هرقل

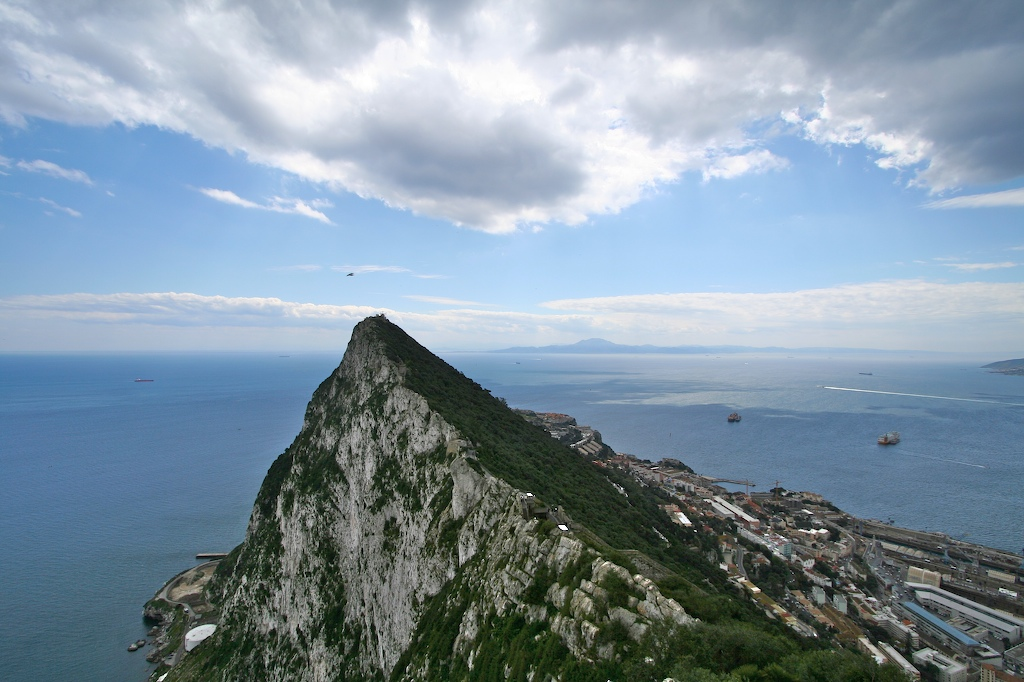
The European Pillar of Hercules: the Rock of Gibraltar (foreground), with the North African shore and Jebel Musa in the background.

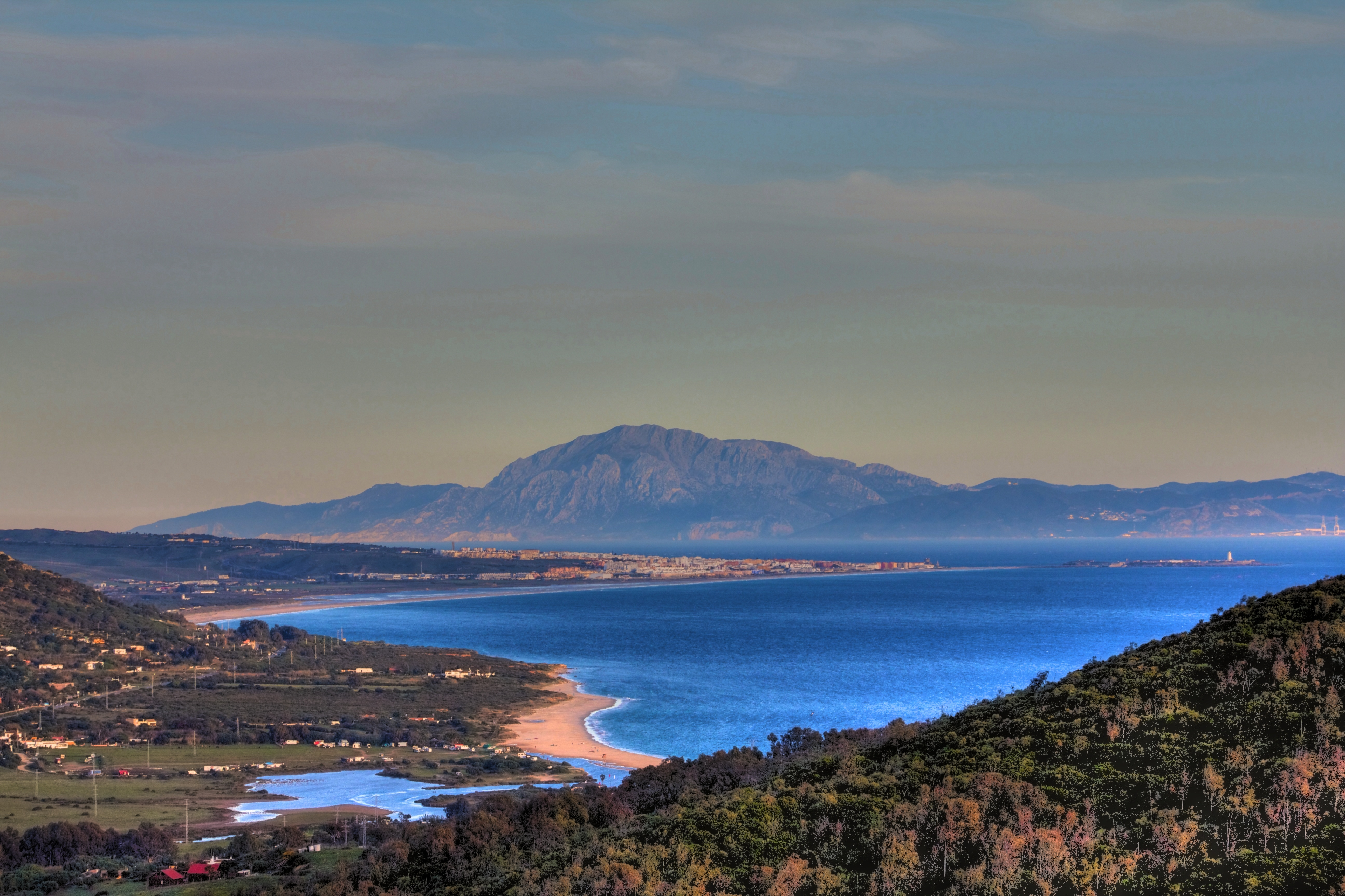
Jebel Musa, one of the candidates for the North African Pillar of Hercules, as seen from Tarifa, at the other shore of the مضيق جبل طارق.

أعمدة هرقل (Pillars of Hercules) هو الاسم الذي أطلقه الرومان علي مضيق جبل طارق الذي يوصل ما بين البحر الأبيض المتوسط والمحيط الأطلنطي جنوب شبه جزيرة إيبيريا بأسبانيا.هرقل هذا بطل الميثولوجيا الاغريقية ويقال انه شق ذات يوم الصخر لفتح مضيق جبل طارق الذي يبلغ عرضه 15 كم وتشرف عليه الصخرة المقسومة إلى نصفين وكانا يعتبران حدا للعالم القديم.

## سبب التسمية
لقد قيل أن البطل الأسطوري اليوناني «هرقل» نصب الأعمدة في رحلته التي قام بها لأسر ثيران غيريون، المسخ ذي الأجسام الثلاثة الذي عاش على جزيرة في الأطلسي.

## في الشعارات العالمية
تظهر الأعمدة كداعمين لشعار النبالة الإسباني، والتي نشأت في إمبريسا لملك إسبانيا في القرن السادس عشر تشارلز الأول، والذي كان أيضًا القديس الإمبراطور الروماني as تشارلز الخامس. لقد كانت فكرة عالم الإنسانيات الإيطالي لويجي مارليانو. يحمل الشعار بلاس أولترا ‏، وهو كلمة لاتينية تعني "المزيد" "ما وراء"، مما يعني أن الأعمدة كانت بوابة. تم تعديل هذا من عبارة Nec plus Ultra، "لا شيء أكثر من ذلك" بعد اكتشاف الأمريكتين، والتي وضعت نهاية لفكرة أعمدة هرقل باعتبارها أعمدة هرقل. أقصى الغرب من العالم الصالح للسكن والذي كان سائدًا منذ العصور القديمة.

شعار إسبانيا في إسبانيا.
شعار اقليم الأندلسية
شعار النبالة في إكستريمادورا.
شعار النبالة في مليلية.
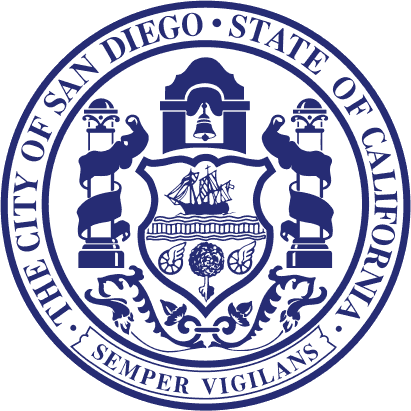
شعار سان دييغو، كاليفورنيا.
شعار النبالة في ولاية فيراكروز، المكسيك.
شعار النبالة في تاباسكو، المكسيك.
شعار النبالة في تروخيو (بيرو).
شعار النبالة في بوتوسي، بوليفيا.
شعار النبالة في قادس.

## اقرأ أيضاً
- مضيق جبل طارق
- هرقل